# Зрази
Зра́зи — страва, має походження з литовської національної кухні, що являє собою котлети із м'яса з різноманітною начинкою: з овочів, круп, грибів, яєць. Була створена під впливом «східної» гвардії (татарського та вірменського походження) литовських князів. Страва отримала розповсюдження в Білорусі та Україні, особливо на Волині, яка входила до XVI ст. до складу Литви.
Після об'єднання Литви з Польщею зрази попали до переліку страв польської кухні. В наш час вважається однією з популярних страв ресторанної кухні та має безліч варіантів виготовлення. Назва «зрази» — від польського «zraz» («зріз»), тобто скибка м'яса або печені, відрізана від цілого. Єнджей Кітовіч в «Описі звичаїв в часи правління Августа III» пише: «… Поставили на стіл кілька буханців хліба, кілька брил вершкового масла та смажене м'ясо, пошматоване на зрази…»
Литовською зрази називаються riestiniai, себто виготовлені із решток кулінарного виробництва, м'ясного фаршу та будь-якої начинки; цибулі, капусти, моркви, картоплі, брукви, іноді каші. Ці якості — швидкість та гнучкість рецептури в приготуванні страви — сприяли її розповсюдженню далеко поза межі Литви.

## Рецепти для прикладу

### Зрази з гречкою
Посікти 1/2 кг м'яса, додати печену цибулю, 1 жовток, двоє яєць, поперчити і посолити. Усе це вимішати, виробити палянички і начинити їх гречаною кашею. Для начинки зварити кашу на бульйоні із зеленню петрушки, і коли вона охолоне, змішати с 1 ст. ложкою вершкового масла, посолити, поперчити, посипати 1 ч. ложкою зелені петрушки і вимішати з двома яйцями. Вироблені зрази міцно стулити, посипати тертою булкою і смажити на маслі тісно один до одного. Окремо взяти 1 ст. ложку борошна, 1/2 підсмаженої цибулини, залити бульйоном, вимішати і проварити. Цією підливою залити зрази і ще раз проварити.

### Польські зрази
1/2 м'яса (зразівки або крижівки) порізати на великі, але тонкі шматки, відбити, посолити і залишити на 1/4 години. Взяти 1 ст. ложку масла, 1 спечену потерту цибулину, посипати тертим хлібом, посолити, поперчити і добре вимішати. Цією масою начинити м'ясо (шматки м'яса міцно загорнути і кожен перев'язати ниткою). Викласти зрази у розтоплене масло і тушкувати з цибулею протягом 1 години, час від часу підливаючи бульйоном. Одночасно на гарнір підсмажити порізану картоплю та печериці.

### Зрази литовські
1 кг телятини, 1 ложка смальцю, 1 ложка борошна, 1 морква, 100 мл сметани, сіль, мелений перець, бульйон. Для фаршу: 2 цибулини, ложка вершкового масла, склянка молотих сухарів, 10 сушених білих грибів, 1 яйце, сіль, молотий перець, зелень петрушки.
Телятину, розрізану поперек волокон на шматочки, завтовшки на 0,5 см, відбити молотком, посолити та поперчити. На кожен шматочок м'яса положити підготовлений фарш та згорнути рулетиком, перев'язати ниткою, обваляти в борошні і обсмажити в розтопленому смальці. Зрази перекласти в каструлю, всипати тушкованої моркви, положити небагато смальцю, залити до половини бульйоном, закрити кришкою та тушкувати протягом 1,5 години. Під кінець приготування влити сметану та всипати молоті сухарі.

### Зрази з телячого фаршу
800 г телятини, 2 скибки булки, 150 мл молока, мелений перець, сіль, 2 ложки борошна, 100 мл сметани, 2 ложки пюре, 1 ложка смальцю, бульйон. Для начинки з яєць та цибулі: 6 цибулин, 2 відварених яйця, 1 ложка вершкового масла, зелень петрушки, 1 ложка мелених сухарів, перець, сіль.
З меленого м'яса та решти складників приготувати котлетну масу, розділити її на порційні шматочки вагою 60 г. Заготовки розплескати в тоненькі млинці, положити зверху 1/2 ложки начинки з яєць і цибулі, долонями звести докупи, щоб начинка опинилася всередині та сформувати довгасті зрази. Обваляти зрази в борошні чи сухарях та обсмажити в добре розігрітому жирі зі всіх сторін. Потім перекласти в каструлю, влити небагато бульйону, сметани, томатного пюре, накрити кришкою та тушкувати. Перед подачею до столу зрази виложити на розігріту таріль та залити соком, в якому вони тушкувалися. Навколо положити варену картоплю, картопляне пюре, тушковану моркву, гречану чи рисову кашу. Окремо подати зелений салат та приготовлену гірчицю. Цибулю для начинки дрібно покришити та обсмажити на вершковому маслі, додати покришені варені яйця, сухарі, кришену зелень петрушки, перець, сіль, все добре перемішати та цією масою начинити зрази.